# Marcador genético
Un marcador genético o marcador molecular es un segmento de ADN con una ubicación física identificable (locus) en un cromosoma y cuya herencia genética se puede rastrear. Un marcador puede ser un gen, o puede ser alguna sección del ADN sin función conocida. Dado que los segmentos del ADN que se encuentran contiguos en un cromosoma tienden a heredarse juntos, los marcadores se utilizan a menudo como formas indirectas de rastrear el patrón hereditario de un gen que todavía no ha sido identificado, pero cuya ubicación aproximada se conoce. Los marcadores se usan para el mapeo genético como el primer paso para encontrar la posición e identidad de un gen.
Son ampliamente utilizados en genética humana, vegetal, animal y microbiana. Permiten evidenciar variaciones (polimorfismos) en la secuencia del ADN entre dos individuos, modifiquen éstas o no su fenotipo. Funcionan como señaladores de diferentes regiones del genoma. 

## Tipos de marcadores genéticos

### Basados en proteínas
- Isoenzimas
- Proteínas de reserva

### Basados en el ADN
- RFLP (o Polimorfismo en la longitud de fragmentos de restricción)
- AFLP (o Amplified fragment length polymorphism)
- RAPD (o Random amplification of polymorphic DNA)
- VNTR (o Número variable de repeticiones en tándem)
- Microsatélites (SSR simple sequence repeat o STR short tandem repeat)
- SNP (o Single-nucleotide polymorphism)
- SFP (o Single-feature polymorphism)
- TRAPs (o Polimorfismos para la amplificación de regiones blanco)